# Takao Shimizu
Takao Shimizu es un diseñador de videojuegos, productor y director del Nintendo EAD Tokyo de Nintendo.

## Biografía
Entra a formar parte de Nintendo en la década de los 80, bajo la dirección de Shigeru Miyamoto. Su función consiste en asesorar y coordinar diversos equipos. Su primer juego en el que ejerce como director en solitario se produce con Star Fox 64. Tras este, dirige las dos primeras entregas de Pokémon Stadium y es uno de los subdirectores implicados en el desarrollo de Super Mario Sunshine. En 2003 se crea el Nintendo EAD Tokyo, grupo de desarrollo que encabezó como productor y director. Con este grupo produjo los dos únicos juegos que han creado: Donkey Kong Jungle Beat y Super Mario Galaxy. Actualmente trabaja en un grupo de Nintendo EPD, tras la reestructuración de Nintendo de 2015.

## Videojuegos
- 1989 - Mother (Agradecimientos)
- 1990 - Super Mario World (Agradecimientos)
- 1991 - The Legend of Zelda: A Link to the Past (Coordinador)
- 1992 - Wave Race (Coordinador)
- 1993 - Star Fox (Agradecimientos)
- 1993 - Kirby's Adventure (Productor)
- 1994 - Kirby's Dream Course (Coproductor)
- 1994 - Donkey Kong (Codirector y diseñador de niveles)
- 1996 - Kirby Super Star (Asesor)
- 1997 - Star Fox 64 (Director)
- 1999 - Pokémon Stadium (Director)
- 2000 - Pokémon Stadium 2 (Director)
- 2002 - Super Mario Sunshine (Subdirector)
- 2004 - Donkey Kong Jungle Beat (Productor)
- 2006 - The Legend of Zelda: Twilight Princess (Agradecimientos)
- 2007 - Super Mario Galaxy (Productor)
- 2008 - Super Smash Bros. Brawl (Agradecimientos)